# Rio Claro (afluente do rio Pardo)
O rio Claro é um curso de água do estado de São Paulo. Tem a nascente no município de Botucatu na localização geográfica, latitude 22º50'56" sul e longitude 48º32'41" oeste é afluente do rio Pardo no município de Iaras, na localização geográfica, latitude 22º50'09" sul e longitude 49º08'32" oeste, com um percurso de mais ou menos 72 quilômetros. Tem o rio Turvinho como afluente da margem direita. Além de Passar pelos sítios, fazendas e cortar o municipio de Pratânia, logo depois se junta com o rio Jacu. O rio Claro possui águas claras e o rio Jacu possui aguas escuras.